# 富田一白
富田一白（日语：／ Tomita Ippaku，？—1599年12月15日）战国时代到安土桃山时代的武将、大名。伊势安浓津城主。丰臣秀吉的侧近，奉行众之一。
原名有知信（日语：／ Tomonobu）、信广（日语：／ Nobuhiro）、长家（日语：／ Nagaie）等多种说法，通常认为“一白”是他的号，但也有真名一说。隐居后号水西，也以官职富田左近。

## 生平
富田氏是宇多源氏佐佐木氏的庶流，臣服于同族出云守护京极氏。根据『寛政重脩諸家譜』，以建筑富田城的富田义泰为家祖。一白的祖父富田重知被尼子經久赶出了富田城，家道没落，与京极氏同样逃往別领近江。
富田一白在近江出生。传说祖籍位于近江浅井郡富田庄。
从年少时起担任织田信长的旗本。天正元年（1573年）在镇压长岛一向一揆的千种合战中奋力战斗，全身17处负伤，勇名远播。
天正10年（1582年）本能寺之变后仕于羽柴秀吉。
天正12年（1584年）小牧・长久手战役时负责防守伊势神户城（木造城）。曾拒绝在蟹江城合战战败的泷川一益入城，将其逐走。战后作为秀吉的外交使节活跃。11月受命前往桑名城，成功与织田信雄议和，被授予名马星崎。随后同信雄的家臣泷川雄利一起出使德川家，造访滨松城，促成家康的次男于义丸（結城秀康）为秀吉养子一事并将其带回。同年、叙任从五位下左近将监。
天正14年（1586年）5月为了促成秀吉之妹朝日姬同德川家康的婚姻，与浅野长政一同作为媒人前往滨松城，后来又和榊原康政一同主持了仪式并从担任了家康的证婚人（杯を与えられた）。返回后被秀吉大加夸奖，并受赏鯖尾兜和一副具足。天正15年（1587年）参加九州战役。
天正18年（1590年）因为名胡桃城争夺战一事（小田原征伐的导火索），和津田信胜一同出使北条家，责令氏政、氏直父子上洛。战后代表丰臣氏（取次役）与伊达政宗交涉奥州仕置问题。9月7日受封上山城，加封近江、美浓国内1万65石，总计2万155石采邑。同年受赐丰臣姓。
天正19年（1591年）闰正月16日加封美浓池田郡内8010石；4月26日加封近江蒲生郡内9107石和野洲郡三上村的若干采邑。
文禄元年（1592年）参加对朝鲜作战，担任秀吉本阵的先头部队（前備衆）笔头，率领650人驻扎名护屋城。随后同金森长近、可重率1300人渡海。回归后于文禄3年（1594年）协助建造伏见城。
文禄4年（1595年）2月28日加封2万石（实际是嫡男信高的封地）。5月16日加封伊势安芸郡白子村2千石。
秀次切腹事件中浅野长政被停职时曾代行五奉行职务，与施药院全宗，石田三成三人一同就此事问责伊达政宗。因为这些功绩7月15日移封没收织田信包的伊势安浓津城6万石（一说5万石）。
此时成为秀吉的御伽众。庆长3年（1598年）秀吉去世时受领30金的遗产。
庆长4年（1599年）隐居，以水西为号，同年10月去世，葬在京都南禅寺瑞雲庵，由长男信高继承。

## 逸话
- 常常与津田宗及一同参加秀吉举办的茶会（宗及記），茶道的造诣很深；在各种重要场合担任外交交涉使者，可以看出身兼受到秀吉信任的侧近，文化人、茶人的身份。封地安浓津是当时海路交通的要害之地，秀吉应该有要一白镇守东方的意图，由此可以看出一白受到了秀吉相当程度的信任。
- 秀吉去世后，一白为了怀念他命令狩野派画师绘制了秀吉的肖像，现在此画作为国家指定的重要文化财产收藏于宇和岛伊达文化保存会。
- 一白与同为近江众的石田三成应该关系不佳，因此他去世翌年的关原之战中其子信高加入了东军。